# Isonychus suturalis
Isonychus suturalis är en skalbaggsart som beskrevs av Mannerheim 1829. Isonychus suturalis ingår i släktet Isonychus och familjen Melolonthidae. Inga underarter finns listade i Catalogue of Life.